# Kraftwerk Ho-Ping
Das Kraftwerk Ho-Ping (bzw. Hoping) ist ein Kohlekraftwerk in der Landgemeinde Xiulin, Landkreis Hualien, Taiwan, das am Pazifik liegt. Mit Stand November 2022 beträgt die installierte Leistung ca. 1,3 GW.

## Kraftwerksblöcke
Das Kraftwerk besteht gegenwärtig aus zwei Blöcken. Die folgende Tabelle gibt einen Überblick:
| Block | Max. Leistung (MW) | Betriebsbeginn | Turbine | Generator | Dampfkessel | Status     |
| ----- | ------------------ | -------------- | ------- | --------- | ----------- | ---------- |
| 1     | 660 bzw. (648,6)   | 2002           | Alstom  | Alstom    | Alstom      | in Betrieb |
| 2     | 660 bzw. (648,6)   | 2002           | Alstom  | Alstom    | Alstom      | in Betrieb |

## Eigentümer
Das Kraftwerk ist im Besitz der Ho-Ping Power Company (HPC) und wird auch von HPC betrieben. HPC ist ein Joint Venture, an dem die Taiwan Cement Corporation (TCC) mit 60 % und die OneEnergy Taiwan Ltd mit 40 % beteiligt sind. OneEnergy ist ein Joint Venture, an dem die CLP Group und die Mitsubishi Corporation jeweils 50 % halten.

## Sonstiges
Der Auftragswert für die Errichtung des Kraftwerks betrug 650 Mio. EUR. Der erzeugte Strom wird gemäß einem Power Purchase Agreement mit einer Vertragslaufzeit von 25 Jahren an Taipower verkauft. Jährlich fallen ca. 420.000 t Asche an, die im nebenan gelegenen Zementwerk der TCC verwendet werden.